# Еберхард I фон Хабсбург-Лауфенбург
Еберхард I фон Хабсбург-Лауфенбург (на немски: Eberhard I von Habsburg-Laufenburg; * ок. 1248/сл. 1253; † пр. 2 юни 1284) от род Хабсбурги, е граф на Хабсбург, граф в Тургау и Цюрихгау, от 1271 г. граф на Кибург.

## Произход
Той е син на граф Рудолф III фон Хабсбург-Лауфенбург († 1249) и съпругата му Гертруд фон Регенсберг († 1264), дъщеря на граф Луитолд V фон Регенсберг († 1250) и Берта фон Нойшател († сл. 1244). Братовчед е на римско-немския крал Рудолф I († 1291).
Братята му са Готфрид († 1271), граф на Лауфенбург, Рудолф II († 1293), епископ на Констанц (1274 – 1293), Ото († 1254), рицар на Тевтонския орден, и Вернер († 1253).
Еберхард I основава линията Хабсбург-Кибург (Ной-Кибург), която изчезва през 1417 г.

## Фамилия
Първи брак: сл. 27 ноември 1264 г. се жени за Маргарита Савойска (* 1212; † 4 април/септември 1270), вдовица на граф Хартман IV фон Кибург († 1264), дъщеря на граф Томас I Савойски, маркиз на Италия (1178 – 1233) и Маргарета от Женева († 1257). Бракът е бездетен.
Втори брак: между 30 октомври и 12 декември 1271 г. се жени за графиня Анна фон Кибург († сл. 20 ноември 1283), дъщеря наследничка на граф Хартман V фон Кибург († 1263) и Елизабет дьо Шалон († 1275). Те имат две деца:
- Маргарета фон Хабсбург-Ной-Кибург († ок. 10 април 1333), омъжена 1290 г. в Ерфурт за граф Дитрих VI/VIII фон Клеве († 4 октомври 1305)
- Хартман I (* ок. 1275; † 29 март 1301), граф на Кибург, женен 1298 г. за Елизабет фон Фрайбург († 13 октомври 1322), дъщеря на граф Егино II фон Фрайбург и Катарина фон Лихтенберг.

Граф Еберхард I има незаконен син:
- Петер, фогт на Олтинген 1301 г.